# Oratorio di Santa Liberata (Bardi)
L'oratorio di Santa Liberata è un luogo di culto cattolico dalle forme neoclassiche, situato a Lezzara, frazione di Bardi, in provincia di Parma e diocesi di Piacenza-Bobbio; è sussidiario della parrocchiale di San Giovanni Battista e della Beata Maria Vergine Addolorata di Bardi e fa parte del vicariato della Val Taro e Val Ceno.

## Storia
Il luogo di culto fu probabilmente costruito nel XVIII secolo.
Nel 1933 l'oratorio fu risistemato negli interni col rifacimento della pavimentazione.

## Descrizione

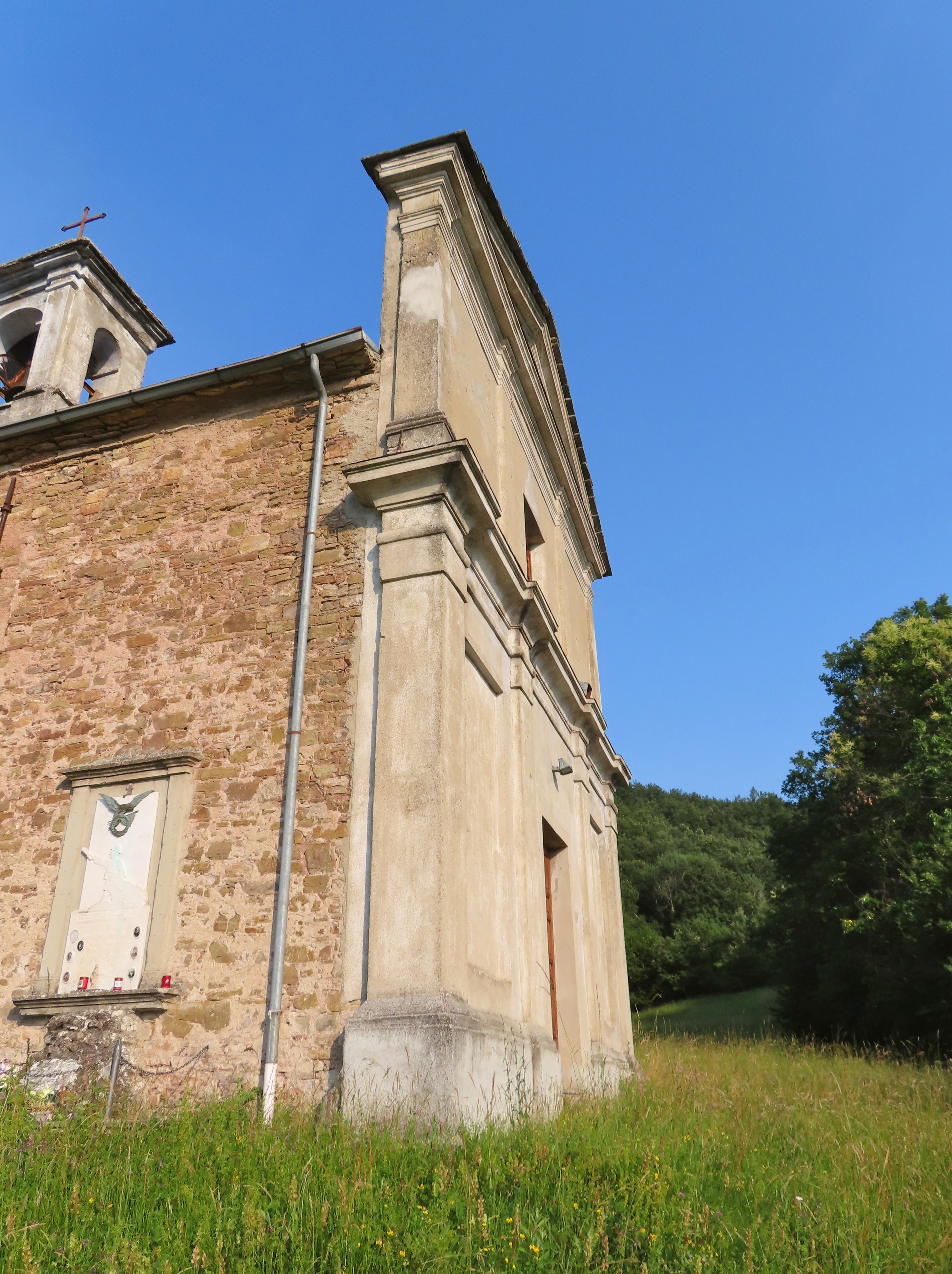
Facciata

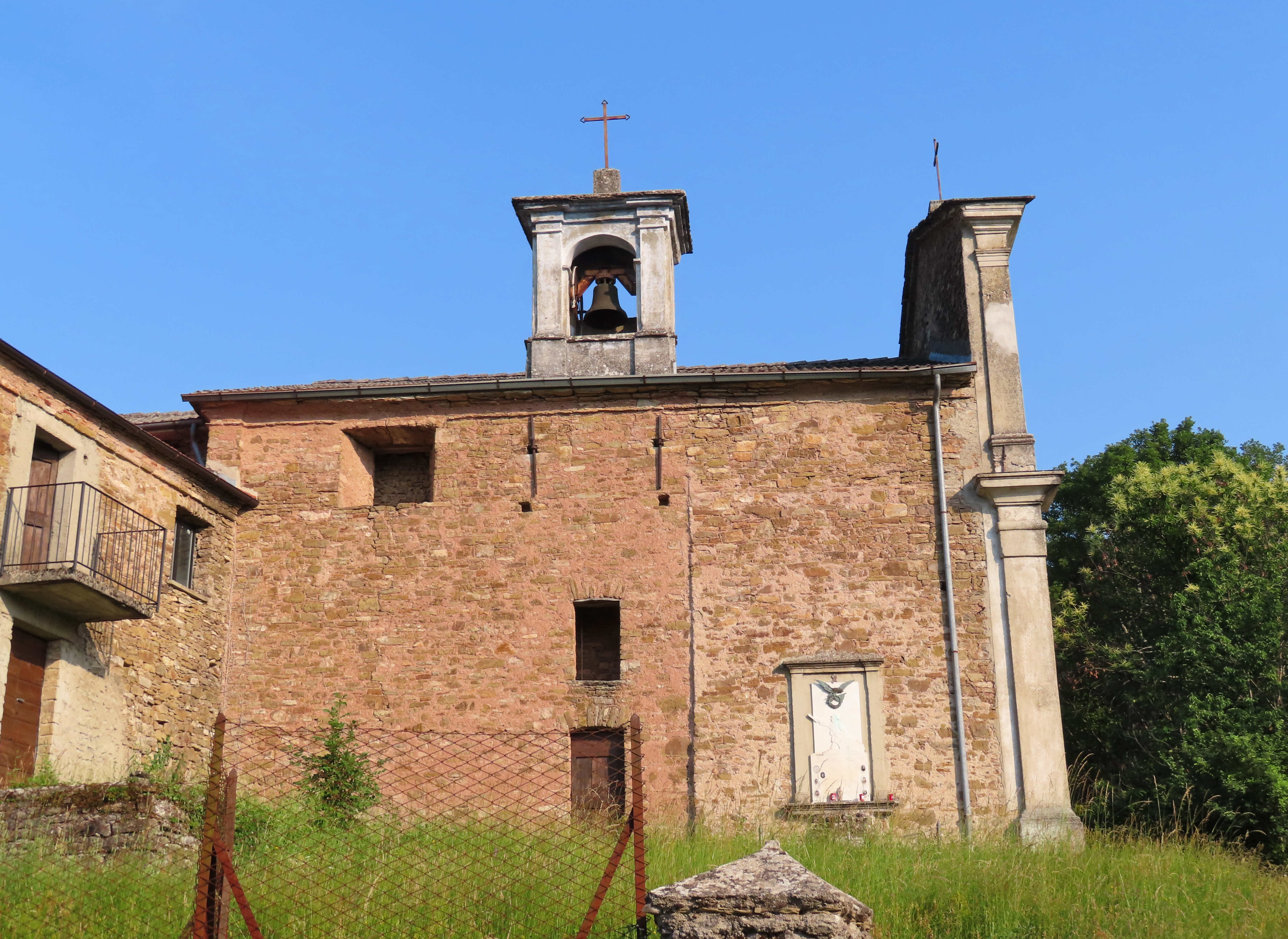
Lato nord-ovest

L'oratorio si sviluppa su un impianto a navata unica affiancata da due cappelle per lato, con ingresso a ovest e presbiterio absidato a est.
La simmetrica facciata a capanna, interamente intonacata, è suddivisa orizzontalmente in due parti da un elaborato cornicione in aggetto. Inferiormente si elevano su un basamento quattro lesene coronate da capitelli cubici; al centro è collocato l'ampio portale d'ingresso, mentre ai lati si trovano due specchiature rettangolari. Superiormente si ergono, in continuità con quelle sottostanti, quattro lesene e nel mezzo si apre un finestrone rettangolare. A coronamento si staglia un grande frontone triangolare, con cornice in rilievo.
I fianchi, rivestiti in pietra, sono privi di aperture; al centro del lato sinistro si erge un piccolo campanile, con cella campanaria affacciata sulle quattro fronti attraverso ampie monofore ad arco a tutto sesto, delimitate da lesene. Sul retro si allunga il presbiterio absidato, illuminato da una finestra sulla destra e una piccola apertura nel mezzo.
All'interno la navata è coperta da una volta a botte lunettata decorata con affreschi raffiguranti motivi floreali; i fianchi sono scanditi da una serie di lesene doriche a sostegno del cornicione perimetrale modanato in aggetto; le cappelle laterali, voltate a botte, si affacciano sull'aula attraverso ampie arcate a tutto sesto.
Il presbiterio, lievemente sopraelevato, è preceduto dall'arco trionfale a tutto sesto, retto da paraste doriche; l'ambiente, chiuso superiormente da una volta a botte lunettata dipinta, accoglie l'altare maggiore a mensa in marmo di Carrara, retto da quattro colonnine in marmo grigio; sul fondo l'abside, coperta dal catino con spicchi a vela lunettati, è scandita da lesene doriche.